# Gynandromorphus
Gynandromorphus etruscus es una  especie de coleóptero adéfago de la familia Carabidae y el único miembro del género monotípico Gynandromorphus. Habita en Europa.